# Waldbott von Bassenheim

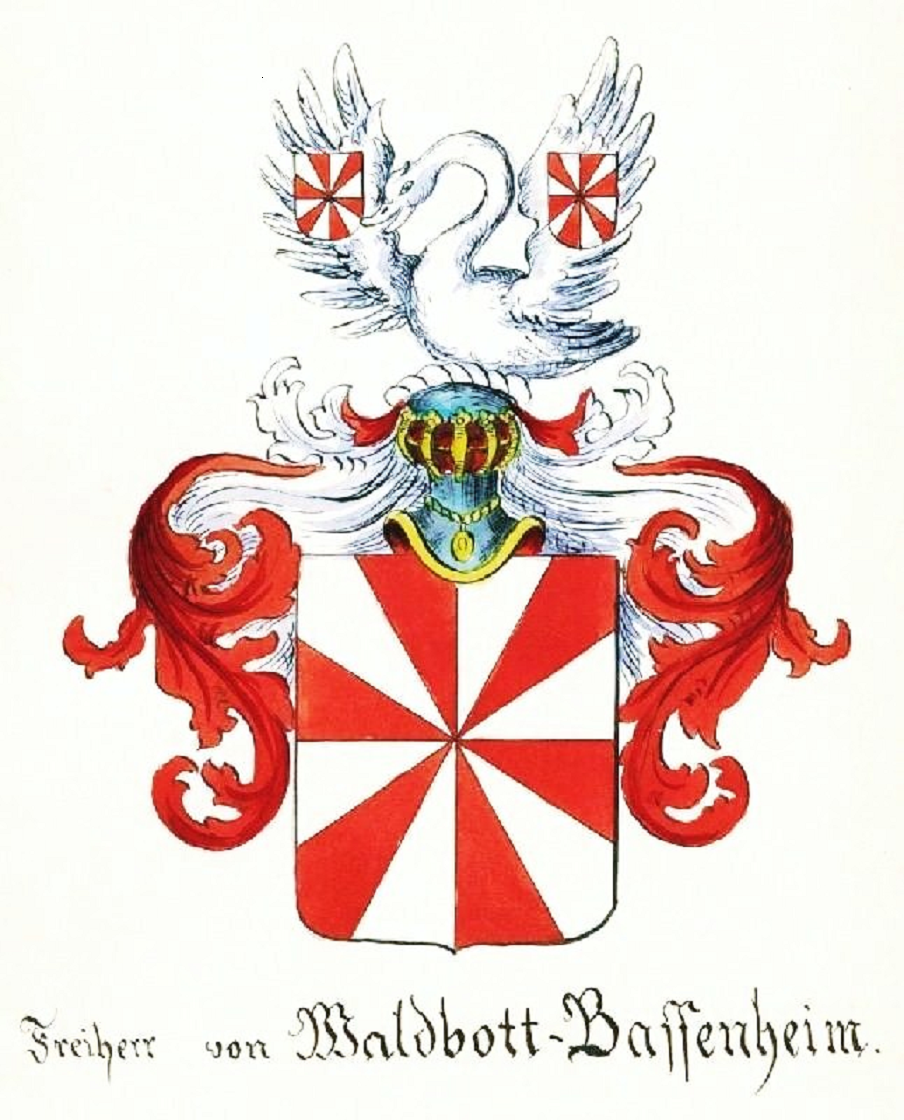
Familiewapen

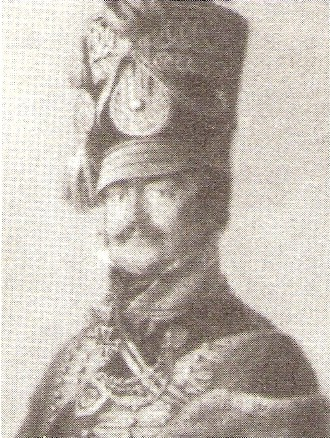
Friedrich Waldbott von Bassenheim

Waldbott von Bassenheim is een Duits adellijk geslacht met verschillende bezittingen in het Rijnland.

## Van de middeleeuwen tot de Franse revolutie
De leden van de familie Waldbott waren achterleenman van de graven van Isenburg-Braunsberg. Door erfenissen en koop kwamen zij in het bezit van de heerlijkheid Bassenheim bij Koblenz, die oorspronkelijk van hun leenheer was. Bassenheim was sinds 1729 rijksvrij.
Ten gevolge van huwelijk in 1477 van Otto II Wadbott met Appolonia, erfdochter van de laatste burggraaf van Drachenfels, komt in 1555 een deel van de rijksheerlijkheid Olbrück in het bezit van de familie. Op 16 april 1638 worden de heren verheven tot rijksvrijheer. In 1652/1711 wordt ook de rijksheerlijkheid Pyrmont verworven.
Op 23 mei 1720 wordt de familie door de keizer in de rijksgravenstand verheven. Deze verheffing is gebaseerd op het bezit van Pyrmont. Na het verwerven van de heerlijkheden Olbrück en Pyrmont krijgen de graven een zetel in de Boven-Rijnse Kreits.
op 6 oktober 1764 wordt de graaf erfelijk ridder in de Duitse Orde.

## Bezittingen
De 'Geschichtlicher Atlas der Rheinlande' geeft in het overzicht van de gebieden van 1789 vier Reichsunmittelbare gebieden aan:
- Heerlijkheid Olbrück, behorend tot de Boven-Rijnse Kreits
- Heerlijkheid Pyrmont, niet bij een Kreits ingedeeld.
- Heerlijkheid Bassenheim, behorend tot de rijksridderschap
- deel van de heerlijkheid Königsfeld, behorend tot de rijksridderschap.

De ' Historisches Lexikon der deutschen Länder' van G. Köbler geeft de volgende bezittingen aan:
- Tot het kanton Middelrijnstroom van de ridderkreits Rijn van de rijksridderschap behoorden:

Arnoldshain en Schmitten, Kronsberg, Friedrichstal, Pfaffenwiesbach, Wernborn.

## Na de Franse revolutie
In 1797 worden alle bezittingen ingelijfd bij Frankrijk. De familie wordt schadeloos gesteld in de Reichsdeputationshauptschluss van 25 februari 1803. In paragraaf 24 krijgt de graaf van Bassenheim voor het verlies van Pyrmont en Olbrück de abdij Heggbach (met uitzondering van de plaatsen Mietingen en Sullmingen. Lang heeft de graaf geen plezier gehad van zijn nieuwe graafschap, want artikel 24 van de Rijnbondakte van 12 juli 1806 stelt het onder de soevereiniteit van het koninkrijk Württemberg: de mediatisering.
In 1810 erft de graaf van de graaf van Ostein een gemediatiseerde gebied, namelijk het graafschap Buxheim en verder verwerft hij van de graaf van Sinzendorf het burggraafschap Winterrieden. Beide gebieden liggen in het koninkrijk Beieren. Op 26 mei 1818 wordt de graaf erfelijk rijksraad in Beieren.
Volgens de Almanch de Gotha van 1909 voert de graaf de volgende titels:
graaf Waldbott von Bassenheim, graaf van Buxheim, burggraaf van Winterrieden, heer van Beuren, heer van het leen-domein Ober- en Nieder-Wallbach met Eberstall in Beieren.